# スタニスラフ・シャツキー
スタニスラフ・テオフィロヴィチ・シャツキー（ロシア語: Станислав Теофилович Шацкий, ラテン文字転写: Stanislav Teofilovich Shatsky、1878年 6月13日（ユリウス暦6月1日）- 1934年 10月30日）は、旧ロシア、ソビエト連邦の教育者、教育学者。ヴォロニノ出身。モスクワ大学に入学し、数学部、医学部、理学部と移る。また、モスクワ音楽院で声楽を学ぶ。トルストイ理想主義の教育実践とマルクス主義教育制度の体現者であった。労働教育を重視した。国家学術会議（グース）の教育学部における「グース・プログラム」の解説者として活躍した。ソビエトの教科はすべての現象を自然現象、人間の活動現象、社会的特質現象、より簡潔に「自然」、「労働」、「社会」の３つのカテゴリーに分けて構成されるべきである、と説いた。

## 生涯
- 1878年、ヴォロニノに生まれる。
- 1896年、モスクワ大学に入学。
- 1903年、モスクワ農業大学に入学。
- 1905年、アレクサンドル・ゼレンコとの協力によりモスクワ郊外のシチョルコヴォ村にロシア初の子どもクラブである夏期労働コローニヤを開設。同年、Ｖ．Ｎ．デミヤーノヴァ（のちのシャツカヤ）らとスシチョーフスク貧民保護所外来児童昼間養護院を開設。
- 1906年、セツルメント協会設立。
- 1908年、セツルメント協会閉鎖。
- 1909年、「子どもの労働と休息」協会設立。
- 1910年、デンマーク、スウェーデン、ノルウェーを歴訪。教育事情を視察した。
- 1911年、妻のシャツカヤとともにカルーガ県北部に夏期労働コローニヤ「元気な生活」を開設。
- 1913年－1914年、ドイツ、ベルギー、フランス、スイスを歴訪。教育事情を視察した。
- 1915年、妻との共著『元気な生活』を出版。
- 1918年、クルプスカヤと出会う。
- 1919年、教育人民委員部（ナルコンプロス）に働きかけて「国民教育第一実験所」を組織。
- 1921年、国家学術会議の教育科学部門に所属。
- 1929年、教育人民委員部参与会の一員となる。
- 1932年、教育人民委員部の中央実験教育学研究室を指導。同時に国立モスクワ音楽院長に就任。
- 1934年、モスクワにて死去。[5][6]

## 著書
- 『シャツキー教育学著作選集』（1958年）
- 『シャツキー教育学著作集』（1963－1965年）

邦訳書
- シャツキー著『生活教育論』森重義彰訳、明治図書出版、1973年
- シャツキー・シャツカヤ共著『教育農場―ボードラヤ・ジーズニの記録』森重義彰訳、明治図書出版、1984年